# Paris–Roubaix 1904

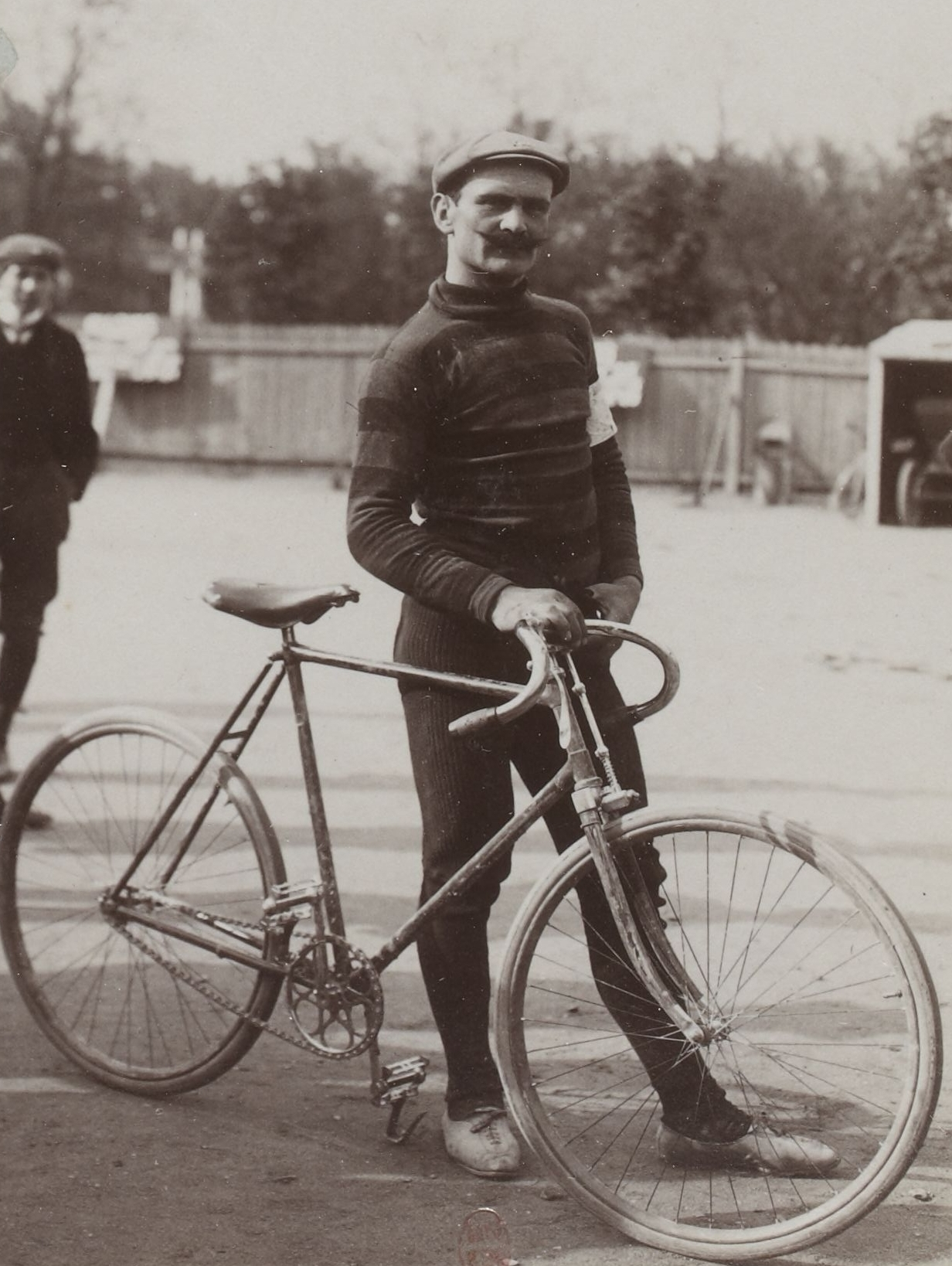
Hippolyte Aucouturier (1901)

Das Eintagesrennen Paris–Roubaix 1904 war die neunte Austragung des Radsportklassikers und fand am Sonntag, den 3. April 1904, statt.
Das Rennen ging von Chatou aus über 268 Kilometer. Die bisher übliche Führung durch Schrittmacher war ab dieser Austragung verboten. Es starteten 64 Radrennfahrer, von denen sich 42 platzieren konnten. Der Sieger Hippolyte Aucouturier, der das Rennen schon im Jahr zuvor gewonnen hatte, absolvierte das Rennen mit einer Durchschnittsgeschwindigkeit von 32,518 Kilometern pro Stunde. Es herrschte Rückenwind, und bei der Fahrt über die Abschnitte mit Kopfsteinpflaster regnete es.
Aucouturier und César Garin erreichten das Vélodrome roubaisien gemeinsam, und Aucouturier gewann das Rennen im Zielsprint vor leeren Rängen, da die Fahrer wegen des Rückenwindes eine Stunde früher eingetroffen waren als vorhergesagt und die Zuschauer noch bei Tisch saßen. Édouard Wattelier und Léon Georget stürzten während der Befahrung der Bahn.